# District de Katni
Le district de Katni  (hindi : कटनी जिला) est un district  de l'état du Madhya Pradesh, en Inde,

## Géographie
Au recensement de 2011, sa population compte 1 291 684 habitants.
Son chef-lieu est la ville de Katni. 